# Анаволт (Західна Вірджинія)
Анаволт (англ. Anawalt) — місто (англ. town) в США, в окрузі Мак-Дауелл штату Західна Вірджинія. Населення — 165 осіб (2020).

## Географія
Анаволт розташований за координатами 37°20′11″ пн. ш. 81°26′26″ зх. д. / 37.33639° пн. ш. 81.44056° зх. д. (37.336456, -81.440596).  За даними Бюро перепису населення США в 2010 році місто мало площу 1,49 км², уся площа — суходіл.

## Демографія
Згідно з переписом 2010 року, у місті мешкало 226 осіб у 91 домогосподарстві у складі 62 родин. Густота населення становила 152 особи/км².  Було 135 помешкань (91/км²).
Расовий склад населення:
| - 88,9 % — білих - 9,3 % — чорних або афроамериканців |

До двох чи більше рас належало 1,8 %. Частка іспаномовних становила 0,4 % від усіх жителів.
За віковим діапазоном населення розподілялося таким чином: 20,4 % — особи молодші 18 років, 64,1 % — особи у віці 18—64 років, 15,5 % — особи у віці 65 років та старші. Медіана віку мешканця становила 44,3 року. На 100 осіб жіночої статі у місті припадало 91,5 чоловіків;  на 100 жінок у віці від 18 років та старших — 97,8 чоловіків також старших 18 років.
Середній дохід на одне домашнє господарство  становив 39 844 долари США (медіана — 24 219), а середній дохід на одну сім'ю — 45 361 долар (медіана — 31 250). За межею бідності перебувало 28,8 % осіб, у тому числі 17,5 % дітей у віці до 18 років та 14,3 % осіб у віці 65 років та старших.
Цивільне працевлаштоване населення становило 41 осіб. Основні галузі зайнятості: освіта, охорона здоров'я та соціальна допомога — 26,8 %, публічна адміністрація — 19,5 %, сільське господарство, лісництво, риболовля — 19,5 %.